# Sankt Anna am Lavantegg
Sankt Anna am Lavantegg is een plaats en voormalige gemeente in de Oostenrijkse deelstaat Stiermarken.
Sankt Anna am Lavantegg telt 440 inwoners.

## Geschiedenis
Sankt Anna am Lavantegg maakte deel uit van het district Judenburg tot dit op 1 januari fuseerde met het district Knittelfeld tot het huidige district Murtal. Op diezelfde dag werd Sankt Anna am Lavantegg opgenomen in de gemeente Obdach.
- Gemeinsame Normdatei: 7671809-8
- Virtual International Authority File: 238816616